# Abbé
Abbé (z latinského abbas, opat, a hebrejského abba, Otec) je zdvořilé oslovení původně francouzských katolických kněží (podobně jako české „Otec“ nebo „Páter“), užívané od poloviny 18. století hlavně pro mladší světské kněze bez dalších funkcí, kteří se často věnovali různým intelektuálním činnostem jako domácí učitelé, vědci, spisovatelé, básníci, hudebníci a podobně.
Mezi nejznámější patří:
- Josef Dobrovský, modrý abbé
- Abbé de Saint-Pierre (1658–1743), francouzský spisovatel a předchůdce osvícenství;
- Abbé Prévost (1697–1763), francouzský spisovatel;
- Abbé Liszt (1811–1886), rakousko-uherský klavírní virtuóz a hudební skladatel, v roce 1865 přijal čtyři nižší svěcení beze slibu celibátu;
- Abbé Pierre (1912–2007), francouzský kněz, který žil mezi bezdomovci v pařížských slumech

Nejznámější fiktivní:
- Abbé Faria a Abbé Busoni – postavy románu Alexandra Dumase staršího – Hrabě Monte Cristo